# Lecteurs.com
Lecteurs.com est un site web et un réseau social consacré à la lecture et à la littérature. Il fonctionne selon le principe d'une application web de catalogage social.
Il a été créé en 2009 par le Groupe Orange. Depuis 2018, il est géré par la Fondation Orange. 
Le site accueille tous les contenus associés au Prix Orange du Livre en France et en Afrique.
En mars 2020, Lecteurs.com comptait 230 000 membres.
En 2020, La Fondation Orange lance le Prix BD Lecteurs.com, en partenariat avec le Centre national du livre, qui devient en 2023 le Prix Orange de la Bande Dessinée.
Le site a fermé définitivement ses portes le 3 avril 2025.

## Fonctionnalités
Le site propose un grand nombre de critiques de livres, d’articles et de contenus dédiés à l’actualité littéraire. Il publie aussi des conseils de lecture, dispensés par la communauté ou par des professionnels (journalistes, auteurs, libraires, …).
Les membres accèdent à une base de données de livres qu’ils peuvent ajouter à leur bibliothèque personnelle, où ils peuvent attribuer une note à chaque ouvrage (d'une à cinq étoiles) et donner leur avis à son sujet. Ils peuvent également suivre d’autres lecteurs, échanger, participer aux discussions sur le forum et s’inscrire aux événements ou jeux-concours organisés par le site.

## Le cercle livresque
Chaque année, soixante-dix lecteurs sont sélectionnés sur candidature et en fonction du nombre de livres qu'ils ont commentés et ajoutés à leur bibliothèque. Ils reçoivent régulièrement en avant-première des livres à chroniquer, les chroniques sont mises en avant sur le site. Lors de la rentrée littéraire, leur palmarès est révélé parmi des ouvrages de littérature française et des ouvrages en littérature étrangère.